# Matteo Sassano

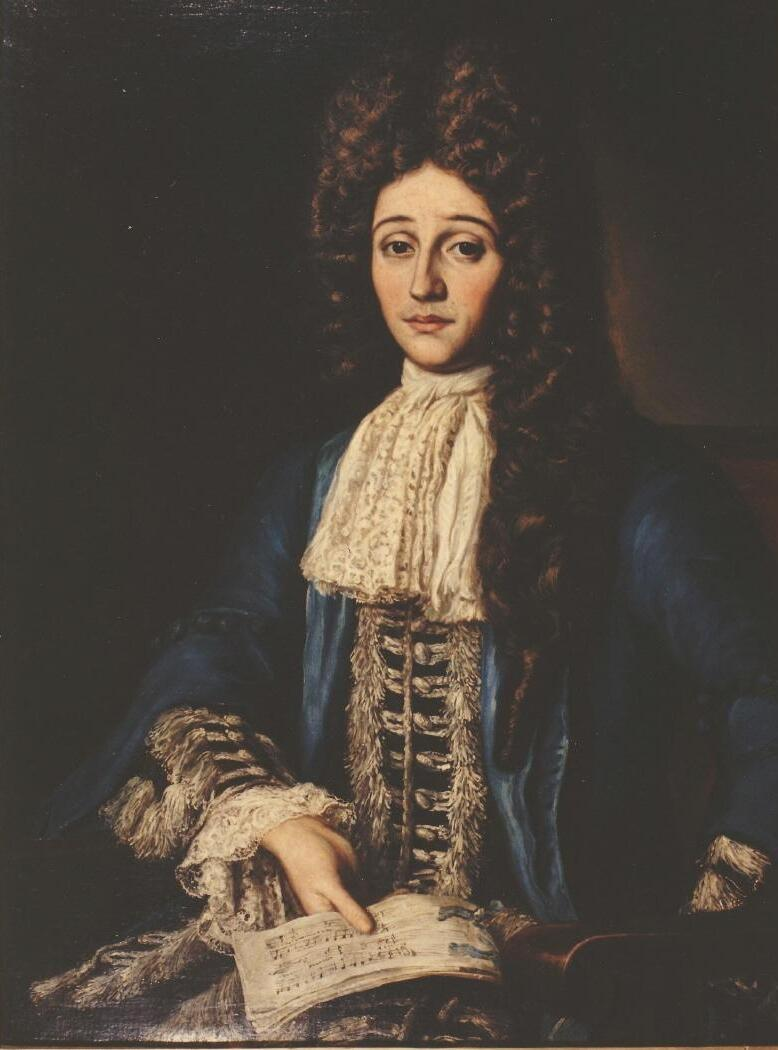
Anónimo, Retrato de Matteo Sassano, Matteucio, óleo sobre lienzo, 100 x 76 cm, Madrid, Museo Nacional de Artes Decorativas.

Matteo Sassano (1667 - 1737), apodado Matteuccio fue llamado también El ruiseñor de Nápoles por su voz armoniosa e intensa de una belleza única. Sobresalió de entre sus virtuosos competidores por, aparte de dominar la coloratura y la técnica de respiración perfectamente, poseer el timbre de soprano más bello de entre todos los castrati. La dulzura y embrujo de su timbre le granjeó un sinnúmero de admiradores en toda Europa.

## Biografía
Nació en San Severo (Foggia) en el año 1667. Matteo arribó al canto como muchos de sus colegas por el “interés” de un barbero; un médico en busca de muchachos para castrar y llevarlos al arte del “belcanto”. Alessandro Liguoro, el barbero se dirigió a convencer a los padres de Matteo para la castración, los padres dieron la autorización quizá esperanzados en un futuro mejor para el muchacho nacido en una familia pobre y campesina.
A diferencia de muchos otros casos Matteo y Alessandro Liguoro mantuvieron una relación estrecha y afectuosa a lo largo de toda la vida. El barbero ayudó mucho al muchacho mientras estudiaba y le consiguió su debut en la Capilla del Palacio Real.
En 1694 además se convirtió en su padrastro al desposar a la madre de Matteo que permanecía viuda hacia años.
Matteo fue un castrati que coleccionó a lo largo de su vida un gran número de aventuras romántico-sentimentales. Además de poseer una bella voz era un muchacho de “angélica e inquietante belleza” como reportan los escritos de su tiempo, tanto que pudo enamorar a un gran número de muchachas.

### Inicio de su carrera
En 1695 fue invitado a cantar en la capilla de la emperatriz con un salario de 3.000 escudos pero no permaneció mucho en Viena pues extrañaba Nápoles donde era muy querido.
El éxito estrepitoso se le subió a la cabeza: Era bello, elegante, de buenas maneras y fama internacional, pero asoció a sus virtudes los defectos de la arrogancia, el divismo y la imprudencia. Ofuscado por la fama insultó al duque y se negó a seguir sus órdenes. El duque injuriado ordenó que lo llevaran a prisión pero fue salvado por una duquesa que sentía devoción por el castrato.
Entre 1698 y 1700 sirvió en la corte de Madrid invitado por la reina Mariana de Neoburgo. Dándose una situación similar a la de Farinelli, la voz de Matteuccio fue usada como método terapéutico para curar la depresión psíquica del rey Carlos II. La terapia consistió en cantarle al rey por las noches durante dos años y tuvo un éxito total en el ánimo y la salud del rey. Tanto fue así que décadas más tarde, otra reina de España, Isabel de Farnesio, siguió el consejo de la reina Mariana y practicó la misma terapia con su depresivo esposo Felipe V, esta vez usando la voz de Farinelli.

### Viena
Regresó a Nápoles a petición de María de las Nieves Girón y Sandoval, esposa del IX duque de Medinaceli, embajador de España en Roma. Tras su regreso recibió llamados urgentes del emperador José II que lo quería en Viena lo más rápido posible. De mala gana “El ruiseñor de Nápoles” abandonó su ciudad natal para llegar a Viena. Apenas entrando en la ciudad, el cantante se arrepintió y se volvió inmediatamente a Nápoles diciendo que el clima gélido dañaría su delicada voz. Aun así terminó cediendo ante las peticiones del José II y volvió a Viena donde su fama creció aún más. Entre las mujeres se convirtió en el favorito y lo llevaron a situaciones muy tensas por culpa de una especialmente celosa que lo amenazó. 
Volvió a Roma donde provocó grandes escándalos por sus caprichos de divo. Aun así su carácter vanaglorioso venía perdonado siempre por su estupenda voz y arte canoro, tanto que se usaba el “Cantar como Matteuccio” para indicar cuando se cantaba suavemente.

### Retiro
Cantó ininterrumpidamente hasta 1708, año en el que interpretó al “Vincitor Generoso” de Antonio Lotti y en Bolonia en el “Fraticida Inocente” del mismo compositor, tras lo cual se retiró de la carrera escénica dedicándose completamente a cantar en la Capilla Real de Nápoles donde cantaba y dirigía al mismo tiempo.
Acumuló gran cantidad de dinero, retirándose al final de su carrera a una lujosa casa en Nápoles. A los 70 años aun cantaba con “Una voz que parecía de un muchacho” cada sábado en la Capilla Real de Nápoles.